# بيفل دفوراك
بيفل دفوراك (بالتشيكية: Pavel Dvořák)‏ (19 فبراير 1989 في التشيك - ) هو لاعب كرة قدم تشيكي في مركز الهجوم. شارك مع منتخب التشيك تحت 19 سنة لكرة القدم. أما مع النوادي، فقد لعب مع نادي هراتس كرالوفه.

## وصلات خارجية
- بيفل دفوراك على موقع الاتحاد التشيكي (الإنجليزية)
- بيفل دفوراك على موقع قاعدة بيانات كرة القدم.إي يو (الإنجليزية)
- بيفل دفوراك على موقع Soccerway.com (الإنجليزية)
- بيفل دفوراك على موقع عالم كرة القدم.نت (الإنجليزية)